# A Way of Life
A Way of Life es el tercer álbum de estudio del dúo neoyorquino Suicide, publicado a fines de 1988. El disco fue grabado y mezclado en Electric Lady Studios, Nueva York, entre octubre y septiembre de 1988, y masterizado en Sterling Sound.
Lanzado 8 años después de su predecesor, A Way of Life muestra al dúo "retomando exactamente donde había quedado, elaborando un drone-rock hermosamente siniestro basado en secuencias pulsantes, voces dramáticas, y atmósferas densas".
El 14 de diciembre de 2004, a través de su filial Blast First, Mute Records editó una versión remasterizada de A Way of Life, agregando un CD adicional consistente en el registro en vivo de una presentación de la banda en el club Town & Country de Londres a fines de 1987.

## Lista de canciones
Todas las canciones escritas por Alan Vega y Martin Rev.
| N.º | Título              | Duración |  |
| 1.  | «Wild in Blue»      | 4:33     |  |
| 2.  | «Surrender»         | 3:48     |  |
| 3.  | «Jukebox Baby 96»   | 3:20     |  |
| 4.  | «Rain of Ruin»      | 4:04     |  |
| 5.  | «Sufferin' in Vain» | 4:43     |  |
| 6.  | «Dominic Christ»    | 6:47     |  |
| 7.  | «Love So Lovely»    | 4:04     |  |
| 8.  | «Devastation»       | 4:01     |  |
| 9.  | «Heat Beat»         | 4:14     |  |

| Live at Town & Country, London / 13th December 1987 (CD adicional edición 2004) |                     |          |  |
| N.º                                                                             | Título              | Duración |  |
| 1.                                                                              | «Dominic Christ»    | 6:36     |  |
| 2.                                                                              | «Johnny»            | 3:34     |  |
| 3.                                                                              | «Cheree»            | 5:08     |  |
| 4.                                                                              | «Devastation»       | 7:14     |  |
| 5.                                                                              | «Juke Box Baby '96» | 6:34     |  |
| 6.                                                                              | «Girl»              | 6:26     |  |
| 7.                                                                              | «I Surrender»       | 3:36     |  |
| 8.                                                                              | «Harlem»            | 7:46     |  |

## Créditos
| - Alan Vega – voz - Martin Rev – instrumentos | - Ingeniería por Joe Barbaria. - Asistencia de ingeniería por Bridget Davy, John Magnusson y Ken Steiger. - Concepto de portada por Alan Vega. - Foto de portada por Ric Ocasek. - Foto de contraportada por Renaud Monfourny. |